# Војна парада на Црвеном тргу у Москви
Војне параде на Црвеном тргу у Москви почеле су да се одржавају у 17—18. вијеку као свечане поворке војних снага.
У совјетске вријеме, параде са учешћем војне технике одржаване су на Црвеном тргу два пута годишње: 1. маја и 7. новембра; историјски најзначајније биле су парада 7. новембра 1941. у ратом захваћеној Москви и Парада побједе 24. јуна 1945. године.
У постсовјетској Русији, војне параде на Црвеном тргу одржавају се сваке године на Дан побједе 9. маја; од 1965. године, на годишњицу параде из 1945, врши се њена реконструкција свечаним маршем и проласком ратне опреме.

## Историја
У 17—18. вијеку на Црвеном тргу су се више пута одржавале свечане поворке руских трупа које су се враћале из војних похода. Послије преноса пријестонице у Санкт Петербурга 1712, свечане смотре трупа на Црвеном тргу одржавале су се много ријеђе. Међутим, у Москви су се и даље одржавала крунисања руских императора, а тим приликама су одржаване и свечане параде. На примјер, маја 1896. године, у сусрет императору Николају II, основан је крунски одред који се састојао од 82 батаљона, 36 ескадрила, 9 сатније и 28 батерија.
На Дан међународне солидарности радника 1. маја одржана је прва парада Црвене армије на Ходинском пољу. Убудуће су се параде одржавале углавном на Црвеном тргу. У почетку су се ови догађаји одржавали на годишњицу Октобарске револуције, везано са дипломирањем ученика командних курсева и војних школа, у част конгреса Комитерне итд. Већини парада присуствовао је Владимир Лењин. ОД 1922. године, параде са учешће војне опреме почеле су да се одржавају два пута годишње: 1. маја, на Дан међународне солидарности радника и 7. новембра, на годишњицу Октобарске револуције (пада 1. маја 1924. је отказана због жалости за Лењином, а парада 7. новембра 1925. због жалости за Михаилом Фрунзеом).
Параде нису одржаване од 1942. до 1944. године. Посљедња првомајска парада одржана је 1968, а новембарска 1990. године.
У историји Совјетског Савеза истичу се двије параде: 7. новембра 1941. у ратом захваћеној Москви и Парада побједе 24. јуна 1945. године. У првим годинама Параде побједе одржаване су само у јубиларним годинама. Параде за Дан побједе одржане су 1965. и 1985. године.
У првим послијератним годинама, селекција учесника параде вршила се по строгим критеријумима: старост — не старији од 30 година, висина — не нижи од 176 цм, а била су потребна и фронтовна признања и добра обука. Истовремено, иако је 9. мај био радни дан од 1948. до 1964, увијек се обиљежавао као званичан празник уз ватромет.
Од 1988. до 1990. године, на другом програму Централне телевизије Совјетског Савеза, Парада побједе је емитована са тумачем за знаковни језик. Војне параде на Црвеном тргу се нису одржавале од 1991. до 1994. године.
Федерални закон „О овјековјечењу Побједе совјетског народа у Великом отаџбинском рату 1941—1945.” усвојен 1995. године, легализовао је одржавање војних парада, али без учешћа војне технике. Од 1995. војна парада се одржава 9. маја у част Дана побједе совјетског народа у Великом отаџбинском рату. Од 2008. војна техника поново учествује у Паради побједе на Црвеном тргу. Од 2003. парада се одржава и за Дан Русије 12. јуна.
У част 75. годишњице Дана побједе у Великом отаџбинском рату 24. јуна 2020. војна парада на Црвеном тргу је емитована са преводом на знаковни језик у етеру Јавне телевизије Русије.